# Национальный банк Катара
Национальный банк Катара (Qatar National Bank) (араб. بنك قطر الوطني‎) — катарский коммерческий банк, штаб-квартира которого расположена в столице Катара Дохе. По состоянию на 2014 год, QNB являлся вторым по величине активов банком Африки и Ближнего Востока. Был основан в 1964 году, имеет отделения в 27 странах. Банк принадлежит в равных долях Qatar Investment Authority и частным владельцам.

## История
Национальный банк Катара был основан 6 июня 1964 года, в первый год существования банка в нём работало 35 человек. На тот момент на территории Катара в качестве валюты использовались индийская рупия и британский фунт. В 1974 года были открыты первые отделения банка вне Дохи, в Эль-Хауре и Умм-Саиде, а в 1976 году первое зарубежное отделение в Лондоне. В 1997 году было проведено первичное размещение акций на Катарской фондовой бирже. В 2007 году началась программа международной экспансии банка, были открыты отделения в 15 странах и куплено 8 банков, наиболее значимыми приобретениями были египетский NSGB в 2013 году и турецкий Finansbank в 2016 году. По состоянию на 2015 год у QNB было 615 подразделений по всему миру, они находились на территории 27 стран, на территории Катара у банка было 76 отделений.
68 % активов банка приходится на Катар, ещё 2 % на другие страны Персидского залива, 16 % на европейские страны, 1 % на Северную Америку. Отделения банка имеются в Алжире, Бахрейне, Великобритании, Вьетнаме, Египте, Индии, Индонезии, Иордании, Иране, Ираке, Йемене, КНР, Кувейте, Ливане, Ливии, Мавритании, Мьянме, ОАЭ, Омане, Палестине, Саудовской Аравии, Сингапуре, Сирии, Судане, Южном Судане, Тунисе, Турции, Того, Франции, Швейцарии.
Основные дочерние структуры и миноритарные доли:
- QNB International Holdings Limited (Люксембург, 2004 год, 100 %)
- QNB Finansbank (Турция,2016 год, 99,88 %)
- QNB ALAHLI (Египет, 2013 год, 95 %)
- QNB Indonesia (Индонезия, 2011 год, 92 %)
- QNB Tunisia (Тунис, 2013 год, 99,99 %)
- QNB Syria (Сирия, 2009 год, 51 %)
- QNB Suisse (Швейцария, 2009 год, 100 %)
- QNB Capital LLC (Катар, 2008 год, 100 %)
- QNB Financial Services (Катар, 2011 год, 100 %)
- Mansour Bank (Ирак, 2012 год, 54 %)
- CSI QNB Property (Франция, 2008 год, 100 %)
- QNB Finance Ltd. (Острова Кайман, 2010 год, 100 %)
- QNB India Private Limited (Индия, 2013 год, 100 %)
- QNB (Derivatives) Limited (Острова Кайман, 2017 год, 100 %)
- Commercial Bank International (CBI) (ОАЭ, 40 %)
- Housing Bank for Trade and Finance (HBTF) (Иордания, 35 %)
- Ecobank Transnational Incorporated (Ecobank) (Того, 20 %)
- Al Jazeera Finance Company (Катар, 20 %)